# Casimiro I di Pomerania

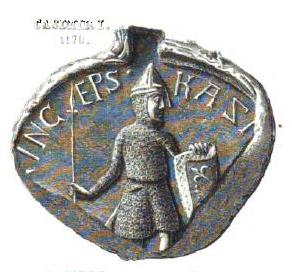
Sigillo di Casimiro I

Casimiro I di Pomerania (anche citato come Kasimir) (dopo il 1130 – 1180) fu duca di Pomerania-Demmin dal 1155/56 fino alla sua morte.

## Biografia
Boghislao e suo fratello minore Casimiro erano figli del duca Vartislao I di Pomerania, il capostipite della dinastia Greifen, probabilmente dal suo secondo matrimonio con la principessa danese Ida. Ancora minorenni dopo la morte violenta del padre, entrambi dovettero prima cedere il governo del territorio allo zio Ratibor. Dopo la morte di questi nel 1156, i due fratelli iniziarono a governare congiuntamente il Ducato di Pomerania. In particolare a Casimiro era destinata la Pomerania-Demmin e a Boghislao la Pomerania-Stettino mentre il resto del territorio era gestito in comune.
Nel 1164 i fratelli si allearono con il principe obodrita Pribislavo di Meclemburgo e appoggiarono la sua rivolta contro il duca sassone Enrico il Leone. Furono sconfitti nella battaglia di Verchen, ma fu loro permesso di mantenere il loro ducato come feudo di Enrico. Casimiro ricevette anche un terzo della terra di Wolgast. Come fedeli vassalli di Enrico, Boghislao e Casimiro parteciparono alla sconfitta dei Rani sull'isola di Rügen nel 1168, guidata dal re alleato Valdemaro I di Danimarca. Poiché né Enrico né i duchi della Pomerania ricevettero alcuna ricompensa da Valdemaro, seguì un lungo conflitto in cui le forze danesi saccheggiarono ripetutamente le tenute dei Greifen. La pace fu fatta nel 1177, ottenuta con il pagamento di grandi tributi al re danese.
Casimir riuscì anche a prendere il controllo della Circipania, espandendo così la Pomerania a ovest.
Casimiro partecipò ad altre campagne lanciate da Enrico il Leone, come la spedizione del 1178/79/80 in Lusazia e Jüterbog. Tuttavia, Casimiro morì nel 1180 in una battaglia con il margravio di Brandeburgo Ottone I, non avendo avuto figli con sua moglie; la Pomerania-Demmin dovette essere governata da suo fratello Boghislao e in seguito dal secondo figlio di Boghislao, Casimiro II, mentre il suo primo figlio Boghislao II ricevette la Pomerania-Stettino, cosicché la Pomerania fu nuovamente governata congiuntamente da due fratelli come nel caso di Casimiro I e Bogislao I.
Casimiro fondò monasteri a Broda (1170) e Belbuck (1177). Partecipò alla fondazione del monastero di Dargun (1172/74) e nel 1176/80 concesse i privilegi al vescovato di Wolin che spostò la sua sede a Cammin (ora Kamień Pomorski) a causa delle spedizioni danesi.

## Matrimonio e discendenza
Casimiro I era sposato, ma il nome di sua moglie è sconosciuto.
Nella genealogia più antica, un Odolaw nominato in un documento del 1187 era elencato come figlio di Casimiro I, ma probabilmente si tratta di un errore. Secondo lo storico contemporaneo Saxo Grammaticus (nato intorno al 1140, morto intorno al 1220), Casimiro I morì senza figli.